# Brian Acton
Brian Acton (nascut el 17 de febrer de 1972) és un programador d'informàtica nord-americà i empresari d'Internet. És cofundador (amb Jan Koum) de WhatsApp, una aplicació de missatgeria mòbil que va ser adquirida per Facebook Inc. al febrer de 2014 per 19.000 milions de dòlars. Anteriorment Havia treballar a Yahoo Inc. El setembre de 2017, Acton va anunciar que deixava WhatsApp per començar una fundació. El 21 de febrer de 2018, Acton i Moxie Marlinspike van anunciar la formació de Signal Foundation.

## Biografia
Nascut a Michigan i criat a Florida, el 1994 es va graduar en informàtica a la Universitat Stanford. Més tard va treballar per Rockwell International, Apple Inc. i Adobe Systems. El 1996 es va convertir en el 44è empleat contractat per Yahoo Inc., on va conèixer a Jan Koum. Amb ell, el 2009, va fundar WhatsApp Inc. i també amb ell va crear la famosa aplicació de missatgeria eponymous.
El 2014, Koum i Acton van acordar vendre WhatsApp a Facebook Inc., des d'on van rebre una oferta inicial de 16 mil milions de dòlars, que es convertí en 19 mil milions de dòlars, en la transacció final de febrer de 2014.

## Vida personal
Està casat amb Tegan Acton. Contràriament a certs informes, no està casat o relacionat a Marina Acton, una ucraïnesa popstar i filantropa.